# Zofia z Saksonii-Weißenfels
Sophia (ur. 23 czerwca 1654 w Halle, zm. 31 marca 1724 w Zerbst) – księżniczka Saksonii-Weißenfels i poprzez małżeństwo księżna Anhaltu-Zerbst. Pochodziła z rodu Wettynów.
Była trzecią córką (szóstym dzieckiem) księcia Saksonii-Weißenfels Augusta i jego pierwszej żony księżnej Anny Marii.
18 czerwca 1676 w Arnstadt poślubiła księcia Anhaltu-Zerbst Karola Wilhelma. Para miała troje dzieci:
- Jana Augusta (1677-1742), kolejnego księcia Anhaltu-Zerbst
- księcia Karola Fryderyka (1678-1693)
- księżniczkę Magdalenę Augustę (1679-1740)